# Anomalepis flavapices
Anomalepis flavapices — вид змій родини американських сліпунів (Anomalepididae). Ендемік Еквадору.

## Поширення і екологія
Anomalepis flavapices відомі за двома зразками, один з яких був зібраний в околицях Есмеральдаса, а другий — у невідомій місцевості в провінції Манабі. Вони живуть в сухих прибережних чагарниках.